# Турочки
Ту́рочки — пасажирський залізничний зупинний пункт Львівської дирекції Львівської залізниці.
Розташований у селі Нижній Турів, Турківський район Львівської області на лінії Самбір — Чоп між станціями Яблонка (4 км) та Соколики (6 км).
Станом на травень 2019 року щодня п'ять пар електропотягів прямують за напрямком Львів — Сянки.